# Drumul european E42
Ruta europeană 42 (E42) este un drum care leagă Dunkerque de Aschaffenburg.
Pe tronsonul său belgian, poartă și denumirea de Autoroute de Wallonie (A15).

## Structuri remarcabile

### Belgia
- Viaductul Viesville: Cu o lungime de aproximativ 600 de metri, permite traversarea canalului Charleroi-Bruxelles.
- Viaductul Onoz: Situat la câțiva kilometri mai departe, spre Namur, traversează râul Orneau pe o distanță de aproximativ 300 de metri.
- Viaductul Wanze: Autostrada traversează râul Mehaigne printr-un viaduct cu o lungime de aproximativ 550 de metri.
- Viaductul Gleixhe: Aproape de aeroportul Liège, un viaduct de aproximativ 300 de metri traversează un șanț adânc de câteva zeci de metri.
- Viaductul Herstal: În zona metropolitană Liège, un viaduct de aproximativ 650 de metri traversează Canalul Albert și râul Meuse dintr-o singură trecere.
- Viaductele Herve:

- Primul, dedicat TGV-ului, are o lungime de 505 metri.
- Al doilea, destinat autostrăzii, are o lungime de 450 de metri.

- Viaductul Theux: Traversează o zonă joasă pe o lungime de aproximativ 450 de metri.
- Viaduct Theux (secundar): La câțiva kilometri distanță, un viaduct de 280 de metri permite traversarea unui alt șanț.
- Viaductul Eau Rouge: Între Malmedy și Stavelot, traversează o pădure pe o lungime de 650 de metri.
- Viaductul Warche: Între Malmedy și Stavelot, permite traversarea satului Warche și a pârâului său pe o distanță de 500 de metri.
- Viaductul Stavelot: Traversează șoseaua N660, situată într-o zonă joasă, pe o lungime de 550 de metri.
- Viaductul Sankt Vith: Cu o lungime de 550 de metri, traversează o zonă joasă și un iaz.
- Viaductul Our: La granița dintre Belgia și Germania, un viaduct de 700 de metri traversează râul Our.

### Germania
- Viaductul Habscheid: Traversează râul Alfbach pe o distanță de 350 de metri.
- Podul Mönbachtal: Permite traversarea râului Mönbach pe 450 de metri.
- Viaductul Prüm: Traversează valea râului Prüm pe 700 de metri.
- Viaductul Heisdorfer Bach: Cu o lungime de 280 de metri, traversează râul Heisdorfer Bach lângă Heisdorf.
- Podul A60: Traversează râul Nims pe 800 de metri.
- Viaductul Kyll: Traversează valea râului Kyll pe 650 de metri.
- Viaductul Spanger Bach: Traversează valea râului Spanger Bach lângă Gransdorf, pe 280 de metri.
- Viaductul Kailbach: Traversează valea adâncă a râului Kailbach pe 350 de metri.
- Viaductul Salm: Traversează râul Salm pe o distanță de 650 de metri.
- Noul viaduct al Mosellei: Cu o lungime de 2.100 de metri, traversează valea râului Moselle.
- Pfädchensgrabenbrücke: Traversează o trecătoare din vale, la Daxweiler, pe 550 de metri.
- Tiefenbachtalbrücke: Permite traversarea văii Tiefenbach pe 350 de metri.
- Viaductul Nahe: Lângă Bingen am Rhein, traversează râul Nahe, o cale ferată și un drum principal pe 500 de metri.
- Tunelul autostrăzii Mainz (Mainzer Autobahntunnel): Un tunel autostradal de 400 de metri situat în Mainz.
- Podul Weisenau: Un pod autostradal de 850 de metri care leagă cele două maluri ale Rinului lângă Mainz.
- Aeroportul Frankfurt: Autostrada trece de două ori pe sub pistele aeroportului orașului.
- Podul A3: Permite traversarea râului Main.
- Aschaffenburg: La intrarea în oraș, autostrada devine E41.

## Traseu
| Franța   |                                                   |                   |                                       |       |                  |
| Franța   | Departamentul Nord                                | RN225             | Dunkerque - Bergues                   | RN225 |                  |
| Franța   | Departamentul Nord                                | A25               | Bergues - Lille                       | A25   |                  |
| Franța   | Departamentul Nord                                | A1                | Lille - Ronchin                       | A1    |                  |
| Franța   | Departamentul Nord                                | A22               | Lille - Villeneuve d'Ascq             | A22   |                  |
| Franța   | Departamentul Nord                                | A27               | Villeneuve d'Ascq - Baisieux          | A27   |                  |
| Belgia   |                                                   |                   |                                       |       |                  |
| Belgia   | Provincia Hainaut                                 | A8                | Baisieux - Tournai                    | A8    |                  |
| Belgia   | Provincia Hainaut                                 | A16               | Tournai - Saint-Ghislain              | A16   |                  |
| Belgia   | Provincia Hainaut                                 | A7                | Saint-Ghislain - La Louvière          | A7    | E19              |
| Belgia   | Provincia Hainaut Provincia Namur Provincia Liège | A15               | La Louvière - Liège                   | A15   | E420 E411        |
| Belgia   | Provincia Liège                                   | A3                | Liège - Herve                         | A3    | E25 E40 E46 E313 |
| Belgia   | Provincia Liège                                   | A27               | Herve - Sankt Vith                    | A27   | E421             |
| Germania |                                                   |                   |                                       |       |                  |
| Germania | Landul Renania-Palatinat                          | Bundesautobahn 60 | Steinebrück - Wittlich                | A60   |                  |
| Germania | Landul Renania-Palatinat                          | Bundesautobahn 1  | Wittlich                              | A1    |                  |
| Germania | Landul Renania-Palatinat                          | Bundesstraße 50   | Wittlich - Rheinböllen                | B50   |                  |
| Germania | Landul Renania-Palatinat                          | Bundesautobahn 61 | Rheinböllen - Bingen am Rhein         | A61   |                  |
| Germania | Landul Renania-Palatinat Landul Hessa             | Bundesautobahn 60 | Bingen am Rhein - Rüsselsheim am Main | A60   | E31              |
| Germania | Landul Hessa                                      | Bundesautobahn 67 | Rüsselsheim am Main - Raunheim        | A67   |                  |
| Germania | Landul Hessa                                      | Bundesautobahn 3  | Raunheim - Aschaffenburg              | A3    | E35 E451 E41     |